# وردانيات (بكتيريا)
الوردانيات (الاسم العلمي: Rhodospirillales) هي رتبة من البكتيريا تتبع طائفة متقلبات ألفا من شعبة المتقلبات.

## فصائل
- الخلالية